# 2001 en chimie
Cet article présente les faits marquants de l'année 2001 en chimie.

## Évènements
- La réaction de Kulinkovich-Szymoniak est décrite pour la première fois par Bertus et Szymoniak[1]. Il s'agit d'une extension de la réaction de Kulinkovich. Elle est apparentée à la réaction de Kulinkovich-de Meijere qui conduit elle aussi à des aminocyclopropanes, mais ne permet pas d'accéder directement à des cyclopropylamines primaires[2]. Ces deux transformations peuvent donc être considérées comme complémentaires.
- 33ème Olympiades Internationales de Chimie, organisées à Bombay en Inde du 6 juillet au 15 juillet[3].

## Prix
- Prix Nobel de chimie :
  - William S. Knowles et Ryoji Noyori pour leurs travaux sur les réactions d'hydrogénation avec catalyse chirale[4],[5].
  - K. Barry Sharpless pour ses travaux sur les réactions d'oxydation en catalyse chirale[4],[5].
- Prix Wolf de chimie : Henri Kagan, Ryoji Noyori et Barry Sharpless « pour leurs travaux pionniers, créatifs et cruciaux dans le développement de la catalyse asymétrique pour la synthèse de molécules chirales »[6].
- Prix Procter & Gamble : Charles T. Campbell[7]
- Prix Anselme-Payen : Liisa Viikari[8]
- Médaille Garvan-Olin : Susan S. Taylor[9]
- Prix Ernest-Guenther : Yoshito Kishi[10]
- ACS Award in Pure Chemistry : Carolyn R. Bertozzi[11]
- Arthur C. Cope Award : George A. Olah[12]
- Prix Irving-Langmuir : Louis E. Brus[13]
- Médaille Priestley :Fred Basolo[14],[15],[16]
- Médaille Davy : A. Ian Scott pour ses contributions pionnières à la compréhension des voies de biosynthèse, et en particulier pour ses travaux sur la vitamine B12. Il est un leader mondial dans son domaine et l'impact de ses découvertes aura probablement un effet significatif sur la façon dont la chimie des produits naturels progressera à l'avenir[17].
- Prix Alfred-Bader : James D. Wuest[18]

- Grand prix Pierre-Süe : Jacques Védrine[19],[20]
- Grand prix Achille-Le-Bel : Jean-Yves Lallemand[21]
- Faraday Lectureship : Richard Zare[22]
- Claude S. Hudson Award in Carbohydrate Chemistry : Yuan Chuan Lee[23]
- Médaille William-H.-Nichols : Stuart L. Schreiber[24]

## Décès
- 22 janvier : William Arthur Smeaton (né en 1925), chimiste et auteur anglais.
- 17 juin : Donald J. Cram (né en 1919), chimiste américain, prix Nobel de chimie en 1987.
- 10 juillet : Jean Jacques (né en 1917), chimiste français.
- 17 septembre : Samuel Epstein (né en 1919), géochimiste américain.
- 9 novembre : Hugh Felkin (né en 1922), chimiste britannique.